# Desafío al Mojón
El Desafío al Mojón es una competencia deportiva de carrera en montaña que se desarrolla de manera anual en la localidad de Santa María de Punilla, Provincia de Córdoba, Argentina.
La competencia se compone de varios circuitos de diversa longitud que ascienden al Cerro El Mojón, ubicado en el cordón de las sierras Chicas. Este evento comenzó en 2014 y la fecha ha variado a lo largo del tiempo, teniendo lugar a veces en marzo, en septiembre o en noviembre.

## Historia
La carrera de trail Desafío al Mojón nació en el año 2014 cuando Norberto Cacho Saya y Germán Trevisson, dos jóvenes deportistas del lugar, deciden organizar una competencia deportiva que consistía en un ascenso por senderos peatonales a la cima del Cerro El Mojón.
Con el paso de los años el torneo fue ganando popularidad y participantes. Algunas ediciones se llevaron a cabo los meses de marzo, pero en otras ocasiones tuvo lugar en septiembre, octubre o noviembre.
La edición de 2017 sufrió una postergación a causa de feroces incendios forestales que se desataron días antes de la competencia y azotaron el área montañosa por donde corren los competidores. A raíz de la situación, Norberto Saya y el maratonista Damián Estévez difundieron un video en redes sociales y medios anunciando la postergación de la competencia. Finalmente el Desafío al Mojón se desarrolló el mes de octubre del mismo año con un gran marco de público.

## La Competencia
EL Desafío al Mojón es una carrera de montaña que tiene lugar en la localidad de Santa María de Punilla, ubicada en el Valle de Punilla del Área Metropolitana de Córdoba.
La competencia parte del predio El Paseo, que se localiza al este del centro del poblado y cercano al Río Cosquín. El circuito asciende hacia las laderas de las Sierras Chicas y retorna al mismo punto de partida. El de mayor longitud alcanza la cima del cerro El Mojón, donde se encuentra una cruz de madera sobre un mojón y desde donde se aprecian vistas panorámicas de todo el Valle de Punilla y la ciudad de Córdoba.
El sendero es de dificultad moderada y circula entre vegetación serrana compuesta por árboles y arbustos espinosos en las áreas bajas y pastizal de altura en la cima de las montañas. Dependiendo el circuito, también cruza por pequeños arroyos y espejos de agua.
La competencia se divide en distintas categorías: por sexo, por edades y por distancia.
Los itinerarios varían según la distancia establecida. Las categorías de 40, 25, 17 y 13 kilómetros son competitivas, mientras que la categoría de 8 kilómetros es participativa.

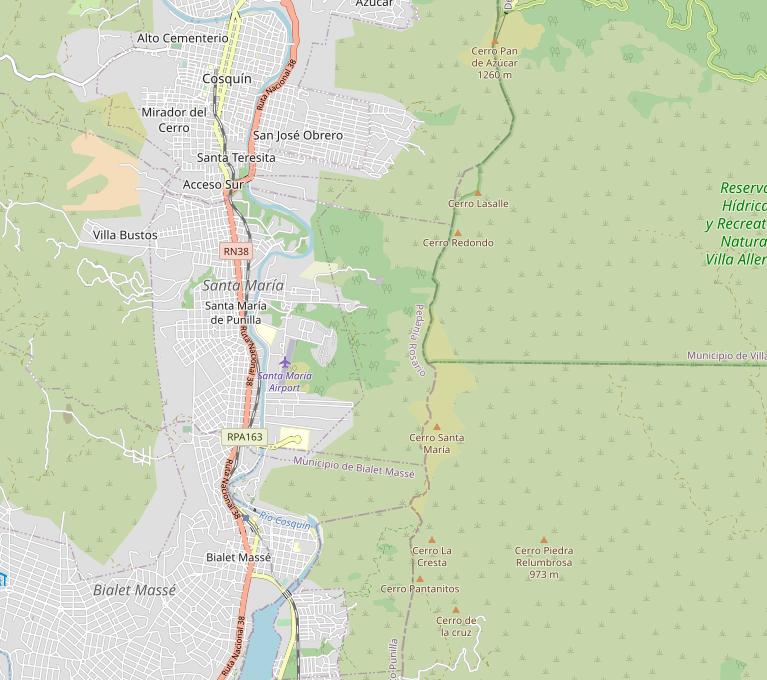
La competencia se desarrolla en las sierras al este de Santa María de Punilla.

### Categorías

##### 40 kilómetros
- Distancia: 40,1 kilómetros
- Altura mínima: 660 metros sobre el nivel del mar
- Altura máxima: 1290 metros sobre el nivel del mar

##### 25 kilómetros
- Distancia: 24,7 kilómetros

- Altura mínima: 668 metros sobre el nivel del mar
- Altura máxima: 1290 metros sobre el nivel del mar

##### 17 kilómetros
- Distancia: 17,3 kilómetros
- Altura mínima: 660 metros sobre el nivel del mar
- Altura máxima: 1290 metros sobre el nivel del mar

##### 13 kilómetros
- Distancia: 12,9 kilómetros
- Altura mínima: 668 metros sobre el nivel del mar
- Altura máxima: 1130 metros sobre el nivel del mar

##### 8 kilómetros
- Distancia: 8,1 kilómetros
- Altura mínima: 668 metros sobre el nivel del mar
- Altura máxima: 787 metros sobre el nivel del mar